# كريستوفاو
كريستوفاو هو لاعب كرة قدم برتغالي، ولد في 5 يونيو 1965 في لشبونة في البرتغال.